# Un violeur sur ton chemin
Un violador en tu camino

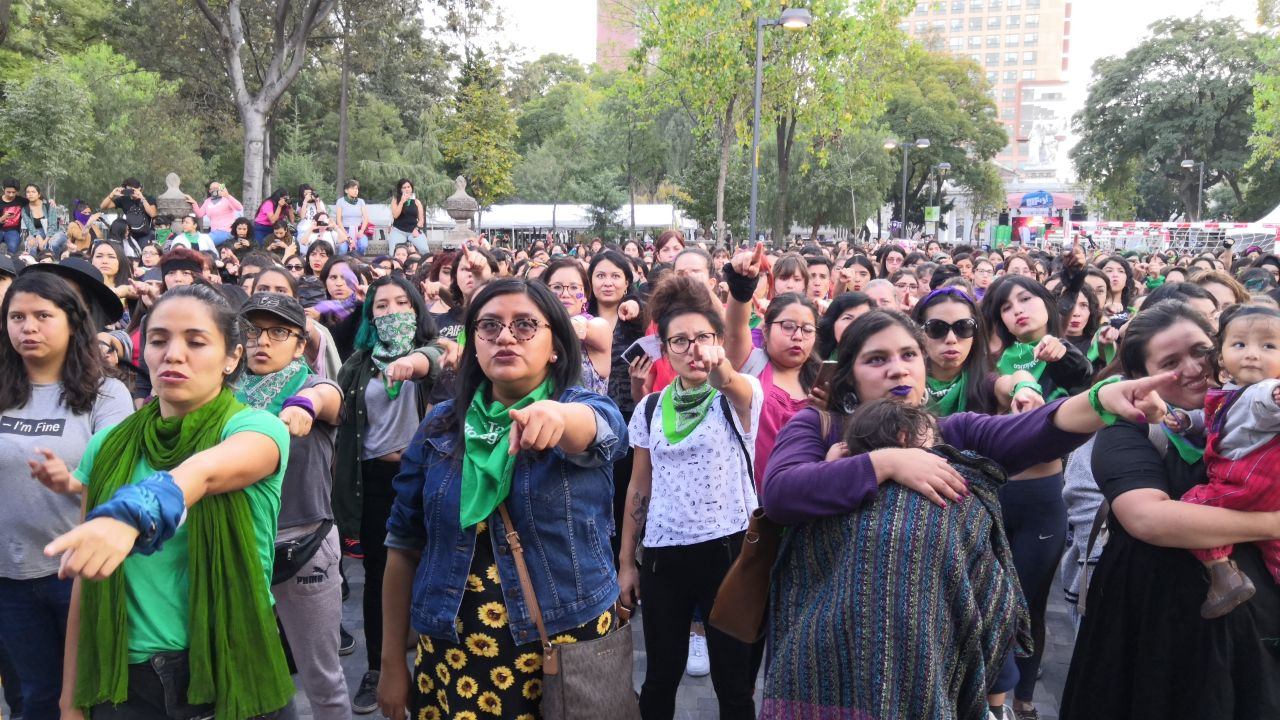
Des femmes réalisent la performance dans le parc Alameda Central du centre historique de Mexico.

Un violeur sur ton chemin (Un violador en tu camino en espagnol) est une performance créée par un collectif féministe de Valparaíso (Chili) dénommé Lastesis, dans le but de manifester contre les violations des droits des femmes dans le cadre des manifestations de 2019 au Chili.
Les organisatrices de chaque pays adoptent les paroles, en les traduisant et en les modifiant pour accompagner leurs protestations et leurs revendications locales. Elles gardent le sujet principal de la performance pour une éradication des féminicides et des violences sexuelles, entre autres.

## Création
La performance est une création du collectif féministe LASTESIS, composé de Lea Cáceres, Paula Cometa, Sibila Sotomayor et Daffne Valdés, qui travaillent durant un an et demi dans le cadre de la préparation d'une pièce de théâtre sur le viol. La représentation est cependant annulée en raison des manifestations de 2019.
Les autrices des paroles de la chanson ont réalisé une recherche sur l'état des droits des femmes dans le monde et ont basé le texte des paroles sur le résultat de cette dernière. Elles souhaitaient créer un support artistique qui permette de communiquer facilement en public les principales thèses du féminisme et leurs réclamations, d'où le nom du collectif LASTESIS, signifiant « les thèses » en espagnol. Afin de répliquer la réalisation de la performance, LASTESIS réalise une vidéo postée sur YouTube, où la chorégraphie est expliquée, et une charte graphique est publiée sur Instagram.
Le nom de la performance fait référence au slogan Un amigo en tu camino [Un ami sur ton chemin], utilisé comme devise de campagne par la police chilienne, les Carabiniers, dans les années 1990,.

## Déroulement
Un violeur sur ton chemin consiste en une performance urbaine interprétée par des femmes de tout âge, les yeux bandés avec des tissus noirs et portant un foulard vert sur le cou. Les interprètes s'alignent et exécutent une chorégraphie en chantant une chanson contre le patriarcat, les principales formes de violences contre les femmes — telles que le harcèlement de rue, les abus et les viols, le féminicide, la disparition forcée des femmes — et le manque de justice, critiquant la société et les pouvoirs exécutif et judiciaire des pays où la performance a lieu pour leur inaction face aux crimes commis et à l'impunité et les désignant comme complices par la phrase El violador eres tú [Le violeur c'est toi].

## Paroles
« El violador eres tú. Son los pacos, los jueces, el Estado, el Presidente. El Estado opresor es un macho violador.
[Le violeur c'est toi. Ce sont les pacos, les juges, l'État, le président. L'État oppresseur est un macho violeur]. »

— Lastesis
Pour rédiger le texte, LASTESIS inclut des phrases en relation avec le harcèlement, la violence sexuelle envers les femmes, telles que La culpa no era mía, ni dónde estaba ni cómo vestía [Ce n'était ni de ma faute, ni de la faute d'où j'étais, ni de comment j'étais habillée] ou encore El violador eres tú [Le violeur c'est toi]. Les paroles s'inspirent des textes de la féministe Rita Segato,.
Les artistes accusent les différents pouvoirs de l'État chilien d'être responsables de l'oppression de la femme. Dans les paroles originales, le terme de pacos fait référence de façon péjorative aux Carabiniers du Chili dénoncés, car ils demandent aux femmes qui ont été violées et qui portent plainte comment elles étaient habillées lors de l'agression. Une strophe de leur hymne est citée ironiquement : Duerme tranquila niña inocente, sin preocuparte del bandolero, que por tus sueños dulce y sonriente vela tu amante carabinero, [Dors tranquille, fille innocente, sans te préoccuper du bandit, car sur tes rêves doux et souriants veille ton amant le Carabinier]. La déclamation se conclut avec la phrase El Estado opresor es un macho violador, [L'État oppresseur est un macho violeur].

## Performances

### Chili
Le 20 novembre 2019, le collectif LASTESIS réalise la première performance face au deuxième commissariat des Carabiniers à Valparaíso, pour protester contre les violations des droits des femmes par l'État, l'armée et les Carabiniers dans le cadre de la plus grande crise sociale du pays. Le 25 novembre, dans le cadre de la Journée internationale pour l'élimination de la violence à l'égard des femmes, une deuxième performance est réalisée par 2 000 femmes devant le Palais de justice de Santiago (es) et sur le Paseo Ahumada (es) pour dénoncer les violences de genre commises par les institutions de l'État chilien,. La vidéo, capturée par une professeure de l'université du Chili, atteint rapidement des millions de vues sur les réseaux sociaux.
Une nouvelle performance a lieu le 28 novembre devant les bureaux du ministère chilien de la Femme et de l'Équité des genres (es) pour exiger la démission de la ministre Isabel Plá, accusée de ne pas agir clairement contre les violations des droits des femmes pendant les manifestations. La performance est également réalisée devant le palais de La Moneda et au sit-in de la Plaza Baquedano (renommée Plaza de la Dignidad par les manifestants),.

### Autres pays

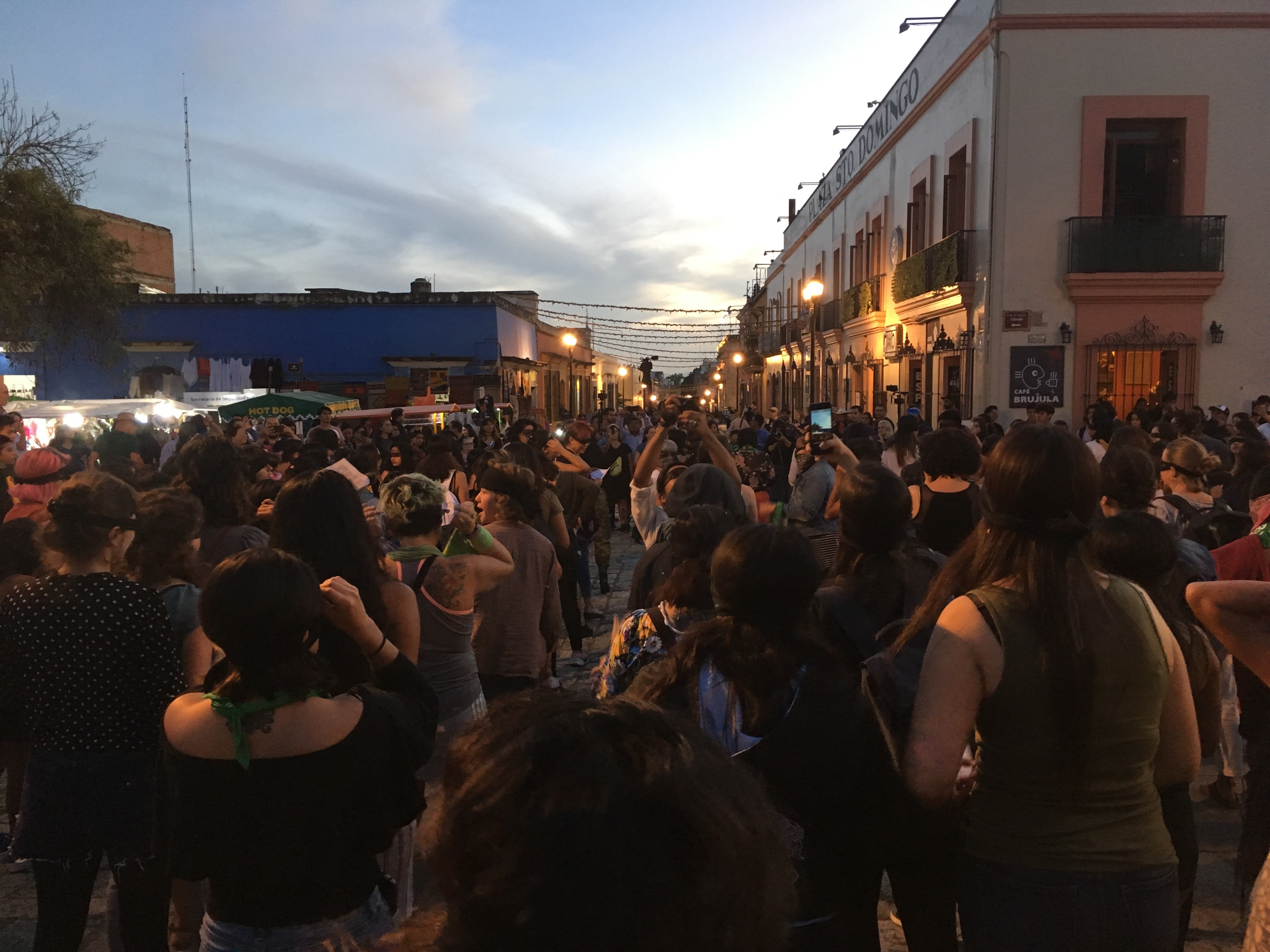
Des femmes réalisent la performance sur la rue Macedonio Alcalá à Oaxaca au Mexique.

Des féministes et collectifs de féministes répliquent la performance en adaptant les paroles originales à leur propre contexte. Il existe des enregistrements de telles performances dans les espaces publics des pays et villes suivants :
- Allemagne : Berlin, Hambourg
- Argentine : Buenos Aires, Córdoba, Mendoza, Rosario[19]
- Belgique : Bruxelles, Anvers, Namur
- Canada : Montréal[20]
- Chili : Antofagasta[21], Chillán, Concepción, Rancagua, Santiago, Valparaíso[22],[23],[24],[25]
- Colombie : Bogota
- Costa Rica : San José
- Cuba : La Havane
- Équateur : Guayaquil, Quito, Cuenca
- Espagne : Barcelone, Madrid, Oviedo, San Sebastián, Pontevedra, Cadix[22],[26],[27],[28],[29]
- États-Unis : New York[30]
- France : Paris[18],[31], Lyon[32], Grenoble[33], Bordeaux, Perpignan
- Guatemala[34]
- Italie:Naples,Rome,Bologne,Turin
- Mexique[35] : Aguascalientes[36], Cancún, Colima, Mexico[37], Ciudad Juárez[38], Ecatepec de Morelos, Guadalajara, León[39], Mérida, Monterrey[40], Morelia[19], Oaxaca, Puebla[41], Santiago de Querétaro[42], Saltillo[43], Torreón[43], Toluca, Tampico
- Paraguay : Asuncion
- Pérou : Lima[44]
- Porto Rico : San Juan
- Portugal : Lisbonne, Algarve
- République dominicaine : Saint-Domingue[45],[46]
- Royaume-Uni : Bristol, Londres
- Salvador : San Salvador[45]
- Suisse : Lausanne[47]
- Tunisie : Tunis[48]
- Uruguay : Montevideo[19]
- Venezuela : Caracas

## Impact social
Après la manifestation, la cheffe du gouvernement de Mexico, Claudia Sheinbaum, sympathise avec les manifestantes et indique que son gouvernement travaille pour garantir la justice aux femmes.

## Poursuite lancée par la police chilienne
La police nationale du Chili — appelée les Carabiniers du Chili — accuse le collectif LASTESIS d'incitation à la haine parce que les paroles originelles référaient à faire feu sur les pacos, terme qui référerait à la police,. Cette phrase était en réaction aux nombreuses accusations de crimes graves qui seraient commis par des policiers au Chili. Le collectif avait retiré la phrase en question du vidéo, mais la police a néanmoins lancé la poursuite, déposée au ministère des Affaires publiques. La plainte fut révélée d'abord par le quotidien La Tercera.

## Reconnaissance
En septembre 2020, LASTESIS fait partie des 100 personnalités les plus influentes désignées par le magazine Time.
En décembre 2020, la Commission chilienne des droits de l'homme remet à LASTESIS le prix Jaime Castillo Velasco.